# Scelio pumilus
Scelio pumilus är en stekelart som beskrevs av Muesebeck 1972. Scelio pumilus ingår i släktet Scelio och familjen Scelionidae. Inga underarter finns listade i Catalogue of Life.